# Эгнелль, Клас

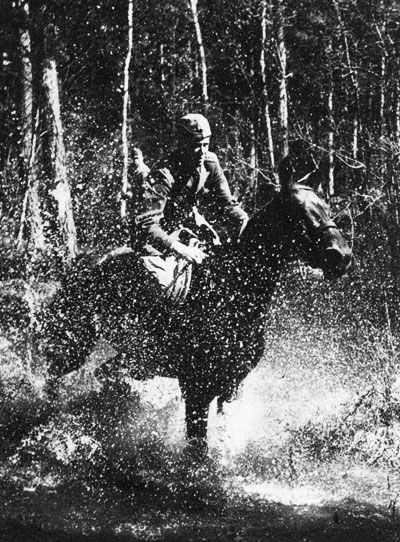
Claes Egnell

Клас Роберт Херман Видарссон Эгнелль (швед. Claes Robert Herman Vidarsson Egnell, 29 января 1916, Эребру, Швеция — 15 января 2012, Фалун, Швеция) — шведский пятиборец, серебряный призёр летних Олимпийских игр в Хельсинки (1952) .

## Спортивная карьера
Выступал за легкоатлетический клуб I3 IF из Эребру. Впервые принял участие на Олимпийских играх в Санкт-Морице (1948) в соревнованиях по зимнему пятиборью. На летних играх в Лондоне (1948) был 24-м в стрельбе из скоростного пистолета. Через четыре года на летних Играх в Хельсинки (1952) стал одиннадцатым в индивидуальном зачете и серебряным призером — в командном.
В 1945 г. стал лауреатом золотой премии газеты «Svenska Dagbladet». Был связан со своим видом спорта до конца жизни, в частности, был почётным гостем финала мирового Кубка по современному пятиборью в Уппсале (2005).